# Бентонија (Мисисипи)
Бентонија (енгл. Bentonia) град је у америчкој савезној држави Мисисипи.

## Демографија
По попису из 2010. године број становника је 440, што је 60 (-12,0%) становника мање него 2000. године.
| Група             | 2000.       | 2010.       |
| Белци             | 314 (62,8%) | 286 (65,0%) |
| Афроамериканци    | 179 (35,8%) | 149 (33,9%) |
| Азијати           | 1 (0,2%)    | 0 (0,0%)    |
| Хиспаноамериканци | 2 (0,4%)    | 2 (0,5%)    |
| Укупно            | 500         | 440         |